# مجموعة كيميائية

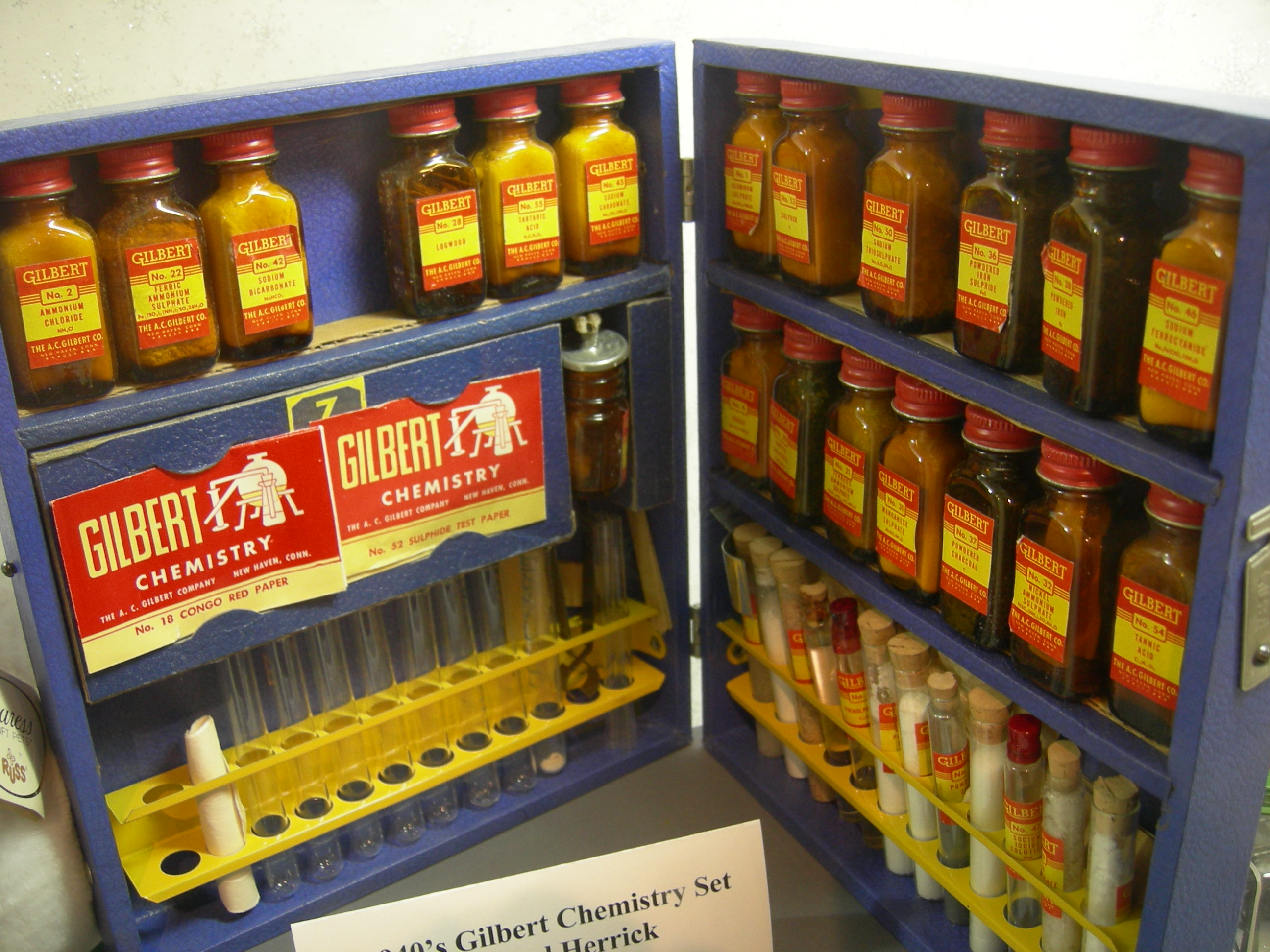
مجموعة كيميائية من إنتاج شركة جيلبرت في أربعينيات القرن العشرين

المجموعة الكيميائية هي لعبة تعليمية تُتيح للمستخدم (عادة المراهق) أداء تجارب كيمياء بسيطة.
أنتجت شركة إيه سي جيلبرت أكثر هذه المجموعات شهرة، وهي شركة أمريكية رائدة في تصنيع الألعاب التعليمية في فترة أوائل القرن العشرين ومنتصفه. وكانت شركة بورتر الكيميائية، التي أنتجت مجموعات كيمكرافت وشركة سكيلكرافت Skilcraft من الشركات الأخرى المصنعة لهذه الألعاب. وتشتمل المجموعات الكيميائية المعروفة من المملكة المتحدة على المجموعات التي أنتجتها شركة توماس سالتر للعلوم في ستينيات وسبعينيات القرن العشرين (المنتجة في أسكتلندا) التي سميت بعد ذلك (سالتر للعلوم)، ومن ثم مجموعات «الجدارة» التي أنتجت في سبعينيات وثمانينيات القرن العشرين. وابتكرت شركة ديكرتويز (Dekkertoys) سلسلة من المجموعات التي كانت متشابهة ومتكاملة بأنابيب الاختبار الزجاجية المخصصة للمواد الكيميائية الجافة. وتميل العروض الحديثة، باستثناءات نادرة، إلى تقليل المواد الكيميائية وتقديم تعليمات مبسطة للغاية. لقد تم إنتاج مجموعة معدات للشهادة العامة للتعليم الثانوي والتي تقدم للطلاب معدات أفضل من حيث الجودة، وهناك أيضا سلسلة إضافية من المجموعات المتاحة في السوق طرحتها شركة تيمز وكوزموس مثل صندوق الأدوات سي 3000.
وقد لاحظ العديد من الكتاب أنه منذ ثمانينيات القرن العشرين وما بعدها، أدت المخاوف المتعلقة بإنتاج العقاقير غير المشروعة والإرهاب والالتزام القانوني إلى ارتفاع مستوى السطحية والبساطة المفرطة في المجموعات الكيميائية المنتَجة.

## المحتويات
تشتمل المحتويات التقليدية الموجودة في المجموعات الكيميائية، بما في ذلك الأجهزة والمواد الكيميائية، على:

### المعدات
- قارورات مواد كيميائية جافة
- أسلاك أو برادة لـ المعادن المختلفة مثل النحاس أو النيكل أو الزنك
- أعواد غرافيت
- ميزان وأوزان
- أسطوانة مدرجة
- محرار
- عدسة مكبرة
- ممصات
- كؤوس زجاجية أو معوجات أو دوارق أو أنابيب اختبار أو أنابيب على شكل حرف «يو» أو غيرها من أوعية التفاعل
- سدادات من الفلين
- زجاج ساعة
- زجاج وأنابيب من المطاط
- حامل أنابيب الاختبار وحامل المعوجات وكَلاّبات
- موقد كحول أو مصدر حرارة آخر
- قمع ترشيح وورق ترشيح
- ورق المؤشر العالمي أو ورقة عباد الشمس
- نظارة واقية
- كتيب تعليمات

### المواد الكيميائية
- كبريتات الألومنيوم والأمونيوم
- كبريتات الألومنيوم
- كلوريد الأمونيوم
- البورق
- كلوريد الكالسيوم
- هيدروكسيد الكالسيوم
- أكسيد الكالسيوم
- أوكسي كلوريد الكالسيوم
- كبريتات الكالسيوم
- كلوريد الكوبالت
- كلوريد النحاس
- كبريتات النحاس
- كبريتات أمونيوم الحديد
- كبريتات الحديد
- صمغ عربي
- شريط المغنسيوم
- كلوريد المغنسيوم
- الملح الإنكليزي
- كبريتات المنغنيز
- الفينول فثالين
- كلوريد البوتاسيوم
- فوق منغنات البوتاسيوم
- كبريتات البوتاسيوم
- بارود الفحم النباتي
- بارود الحديد
- بيكبريتات الصوديوم
- بيكبريتيت الصوديوم
- كربونات الصوديوم
- فيروسيانيد الصوديوم
- سليكات الصوديوم
- ثيوكبريتات الصوديوم
- كلوريد الإسترونتيوم
- الكبريت
- حمض التنيك
- حمض الطرطريك
- كبريتات الزنك

وعادة ما تتطلب التجارب الموضحة في كتيب التعليمات عددًا من المواد الكيميائية غير الموجودة في المجموعة الكيميائية، لأنها شائعة في المواد الكيميائية المنزلية:
- حمض الخليك (في الخل)
- كربونات الأمونيوم («أمونيا الخباز» أو «أملاح كربونات الأمونيوم»)
- حمض الليمون (في الليمون)
- الإيثانول (في الكحول محول الصفات)
- بيكربونات الصوديوم (في خميرة الخبز)
- كلوريد الصوديوم («ملح المائدة»)

وهناك مواد كيميائية أخرى لا يمكن إدراجها بشكل آمن في المجموعة، مثل الأحماض القوية والقواعد والمؤكسدات وغيرها والتي تتمتع بصلاحية محدودة ويمكن شراؤها بشكل منفصل من الصيدلية:
- حمض الهيدروكلوريك
- فوق أكسيد الهيدروجين
- نترات الفضة
- هيدروكسيد الصوديوم

## وصلات خارجية
- Slideshow: Golden Age of Chemistry Sets نسخة محفوظة 11 أكتوبر 2011 على موقع واي باك مشين.
- The History of Chemistry Sets
- The Grinch Who Stole the Chemistry Set
- Chemistry Sets and Home Chemistry